# Ruch liturgiczny
Ruch liturgiczny – sięgający XIX w. nurt w teologii liturgii katolickiej zmierzający do odnowienia życia modlitwy i praktyki sakramentalnej Kościoła katolickiego. Jego owocem była reforma liturgiczna zapoczątkowana przez Sobór watykański II (1962–1965). Ruch zainspirował odnowę liturgii wielu innych Kościołów chrześcijańskich, m.in. Kościoła anglikańskiego i innych Kościołów Wspólnoty anglikańskiej, a także niektórych wyznań protestanckich.

## Początki
Początki ruchu w kościele katolickim sięgają 1832 r., kiedy to francuski benedyktyn dom Prosper Guéranger odnowił fundację opactwa St. Pierre w Solesmes.
Początkowo poszukiwania szły w kierunku przywrócenia rzymskiej liturgii jej czysto średniowiecznej formy. Dom Guéranger i jego uczniowie skupili się również na studiowaniu i odnawianiu chorału gregoriańskiego. Do badań przyłączyły się inne szkoły liturgiczne, m.in. szkoła kierowana przez Pierre'a Batiffol. Zajmowały się one jednak głównie studiami teoretycznymi niemającymi przełożenia praktycznego na liturgię katolicką.
Studiom liturgicznym dopomogły, poprzez dostarczenie źródeł do poznania liturgii wczesnochrześcijańskiej,  publikacje serii patrystycznej Patrologia Latina kierowanej przez Jacques'a-Paula  Migne'a. 

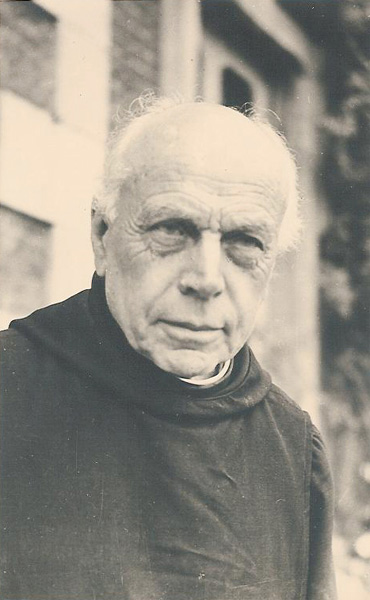
Dom Lambert Beauduin OSB (1873–1960)

## XX wiek
Na początku XX w. Ruch liturgiczny otrzymał poparcie ze strony papieża Piusa X poprzez jego inicjatywy reformy brewiarza rzymskiego oraz przywrócenia powszechności przystępowania do komunii św.

### Program Dom Lamberta Beauduina
W 1909 r., na kongresie katolickim w Mechelen w Belgii dom Lambert Beauduin (1873–1960), mnich opactwa Mont César, przedstawił program poszukiwań, który stał się podstawą belgijskiego ruchu odnowy liturgicznej. Był to też prawdziwy początek współczesnego Ruchu liturgicznego.
Benedyktyński teolog zwracał uwagę m.in. na to, że liturgia:
- powinna być działaniem wspólnym wiernych, nie tylko księdza;
- powinna stać się źródłem duchowości chrześcijańskiej i życia duchowego ogółu wiernych;

Ojciec Beauduin postulował również:
- życie liturgiczne winno mieć miejsce także w rodzinach, które są miejscem sprawowania liturgii kościelnej;
- wydanie małego mszalika oraz tekstów godzin brewiarzowych w cenie dostępnej dla przeciętnej rodziny;
- propagowanie chorału gregoriańskiego, zgodnie z życzeniem Piusa X wyrażonym w motu proprio
- organizowanie dorocznych rekolekcji poświęconych chorałowi i jego miejscu w liturgii dla członków chórów kościelnych, które miały istnieć w każdej parafii[1].

Faktycznie po konferencji w Mechelen zaczęto dość powszechnie wydawać mszaliki dla wiernych, szczególnie aktywny na tym polu był dom Fernand Cabrol, opat Farnborough w Anglii oraz dom Gaspar Lefebvre, mnich z Brugii. Ruch rozprzestrzenił się także na Niemcy, dzięki takim uczonym jak opat benedyktyńskiego opactwa Maria Laach Odo Casel czy Anton Baumstark (jr) (1872–1948) oraz Austrię – m.in. dzięki działalności profesora jezuickiego kolegium w Innsbrucku, Josefa A. Jungmanna SJ, autora Missarum sollemnia. We Francji studiami nad odnową liturgii zajmowali się tacy teolodzy, jak Louis Bouyer czy jeden z pierwszych braci Wspólnoty Taizé, Max Thurian (1921–1996), autor książki L'Eucharistie. Mémorial du Seigneur. Sacrifice d'action de grâce et d'intercession, (1959) i uczestnik komisji Wiara i Ustrój (Faith and Order),  Światowej Rady Kościołów, która  w Limie w 1982 r. opracowała dokument Baptism, Eucharist, Ministry (BEM).

### Poparcie Piusa XII
Papież Pius XII wypowiedział się o ruchu liturgicznym w wydanej 20 listopada 1947 r., tuż po zakończeniu II wojny światowej, encyklice o liturgii „Mediator Dei et hominum”. Biskup Rzymu wskazał wiele pozytywnych owoców ruchu liturgicznego:

Przy końcu ubiegłego i na początku obecnego stulecia, rozszerzył się szczególny zapał do nauk liturgicznych. Wzbudziły go chwalebne wysiłki tak ludzi prywatnych, jak przede wszystkim gorliwe i wytrwałe starania niektórych klasztorów sławnego zakonu św. Benedykta. Dzięki temu nie tylko w wielu narodach Europy, ale także i w zamorskich krajach, powstało owocne i godne pochwały współzawodnictwo, którego skutki zbawienia zauważyć się dały zarówno w dziedzinie nauk teologicznych, gdzie liturgia tak zachodnich jak i wschodnich obrządków stała się przedmiotem dokładniejszego i głębszego badania i poznania, jak w dziedzinie duchowego życia, również prywatnego, wielu chrześcijan.

Papież przypomniał, że dzięki studiom liturgicznym „lepszego poznania, zrozumienia i docenienia” doznały obrzędy Eucharystii. Zwiększyła się liczba przystępujących do sakramentów i częstość ich przyjmowania. Sama Eucharystia została na nowo „uznana za źródło i ośrodek prawdziwej pobożności chrześcijańskiej”. Odnowiono także świadomość eklezjologiczną – to, czym jest Kościół – oraz konieczność właściwego, aktywnego uczestnictwa wiernych w liturgii. Ruch liturgiczny bowiem pomógł wydobyć na światło prawdę, „że wszyscy wierni tworzą jedno zwarte ciało, którego głową jest Chrystus, i że lud chrześcijański ma obowiązek brać udział w liturgii we właściwy sposób”. Papież wezwał też do rozwagi. Przyznał, że „w niektórych krajach duch świętej Liturgii, jej znajomość i ukochanie są niekiedy nikłe lub prawie żadne”. Jednak reakcja na tę sytuację musi być roztropna. Wskazywał konieczność rozwagi i wystrzegania się zbytniej skłonności do nowości i zbaczania „z drogi zdrowej nauki”.